# 아스미르 카제비치
아스미르 카제비치(Asmir Kajević, 1990년 2월 15일 ~ )는 몬테네그로의 축구선수로 현재 중국 슈퍼 리그의 우한 FC에서 뛰고 있다.